# Каталунья
Каталунья (ісп. Circuito de Cataluña) — автодром для автоперегонів біля Барселони, Іспанія.

## Історія

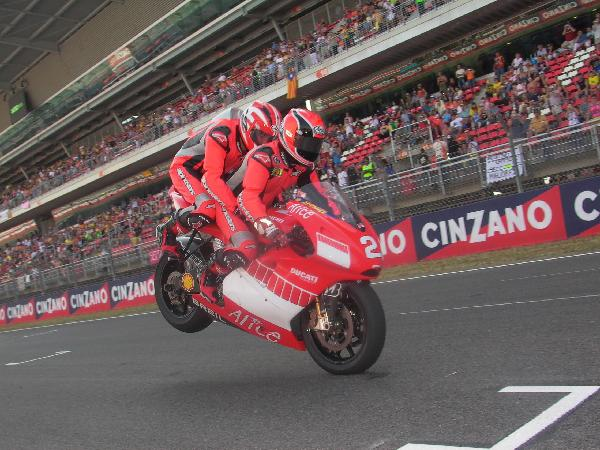
Ренді Мамола на Ducati

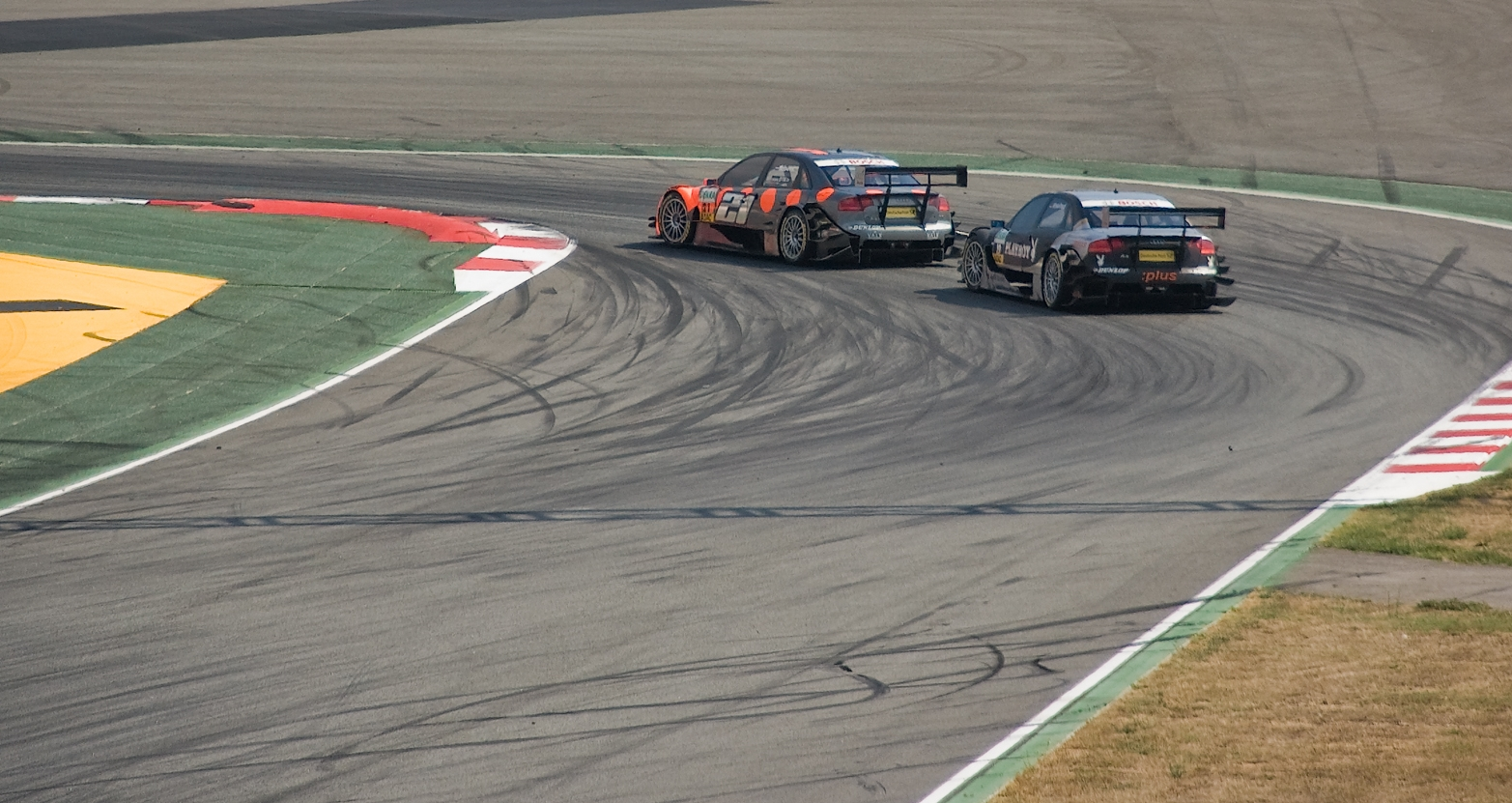
Етап DTM — 2008

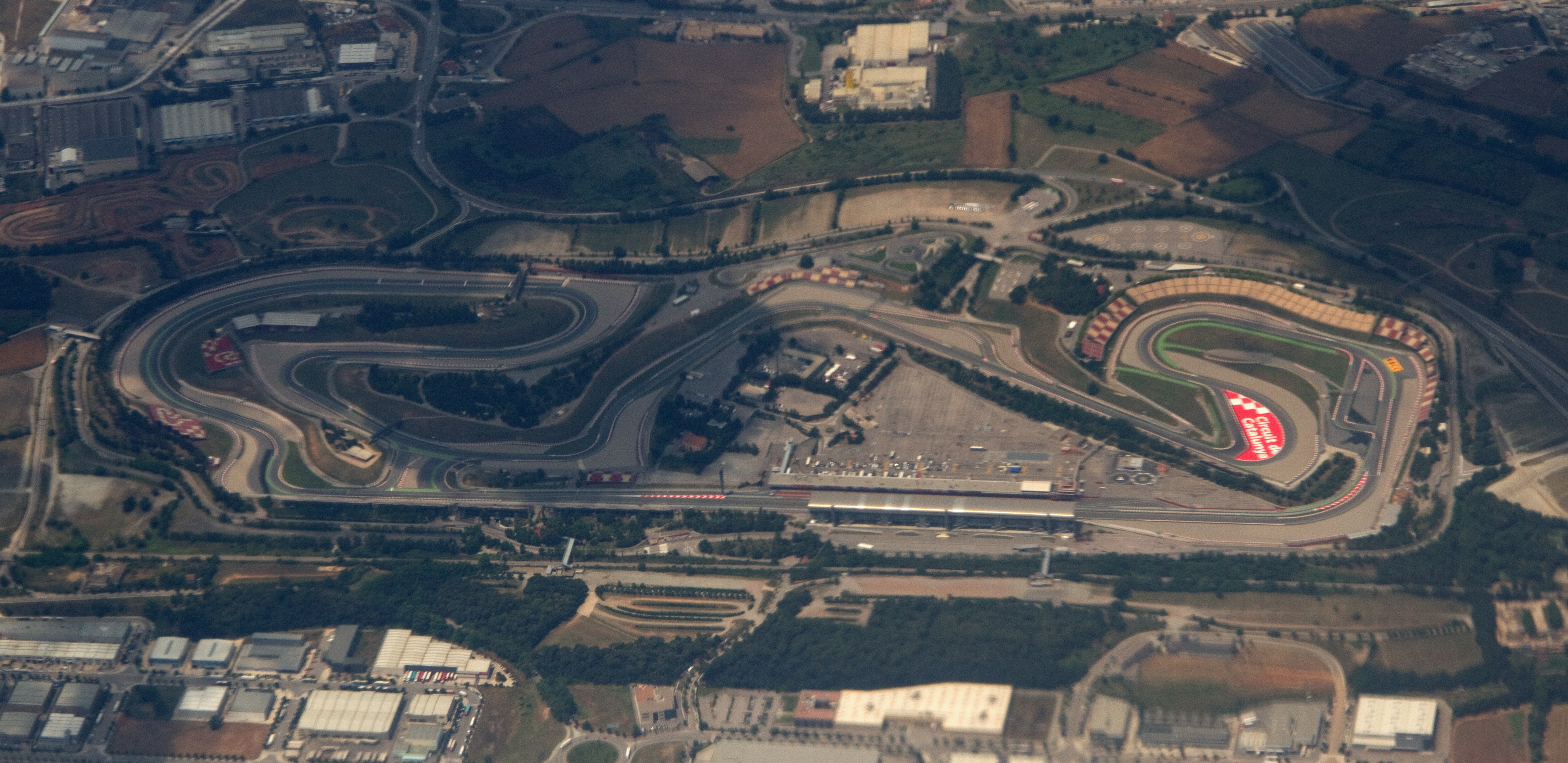
Circuit of Catalunya

Автодром побудований в 1991 році в Монмало, на півночі провінції Барселона. З цього року постійно приймає в себе Гран-прі Іспанії. Також автодром часто використовується для тестів болідів Формули-1. Багато пам'ятних Гран-прі Формули-1 пройшли на цій трасі.

## Конфігурація траси

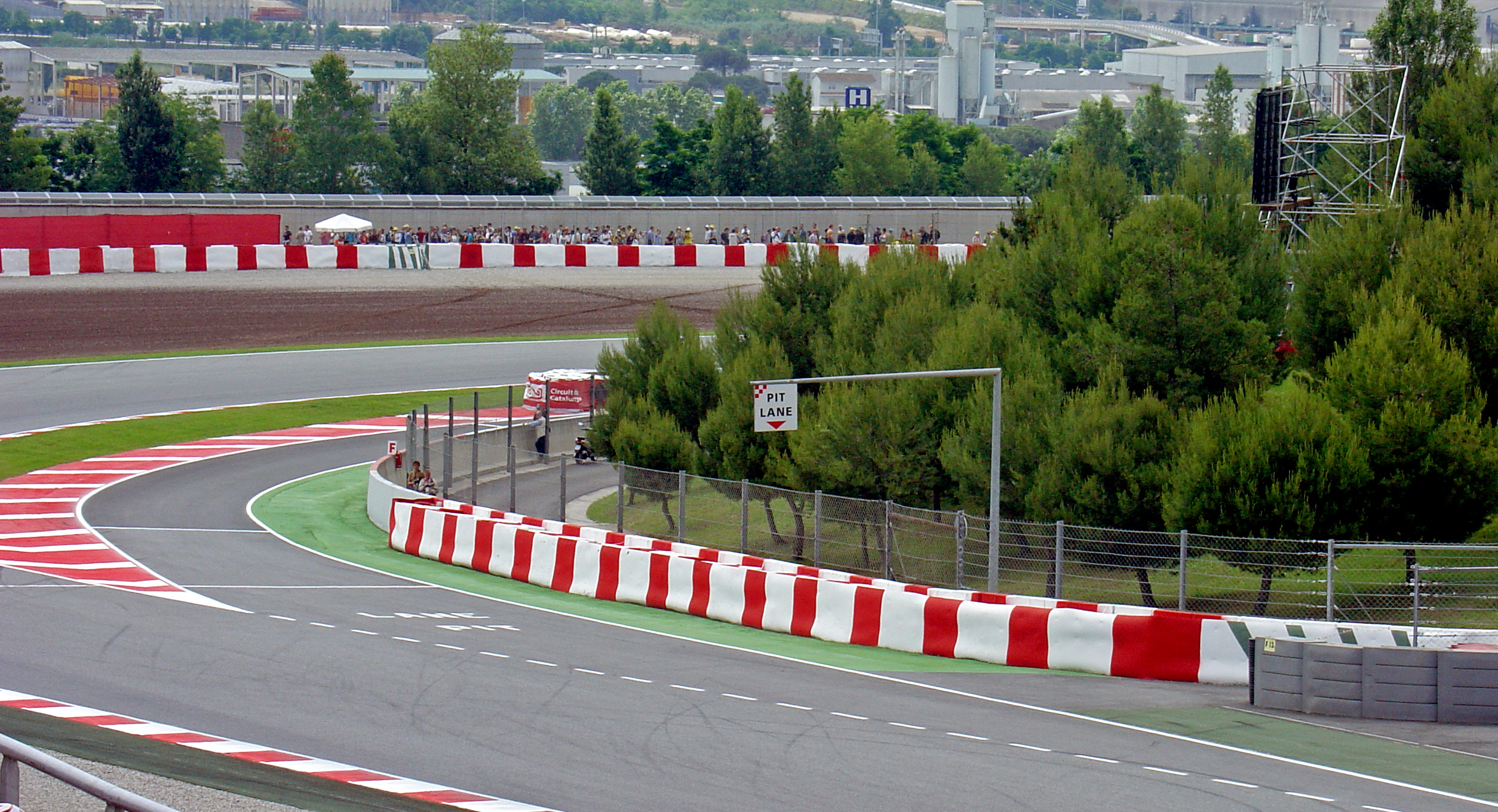
В'їзд на піт-лейн

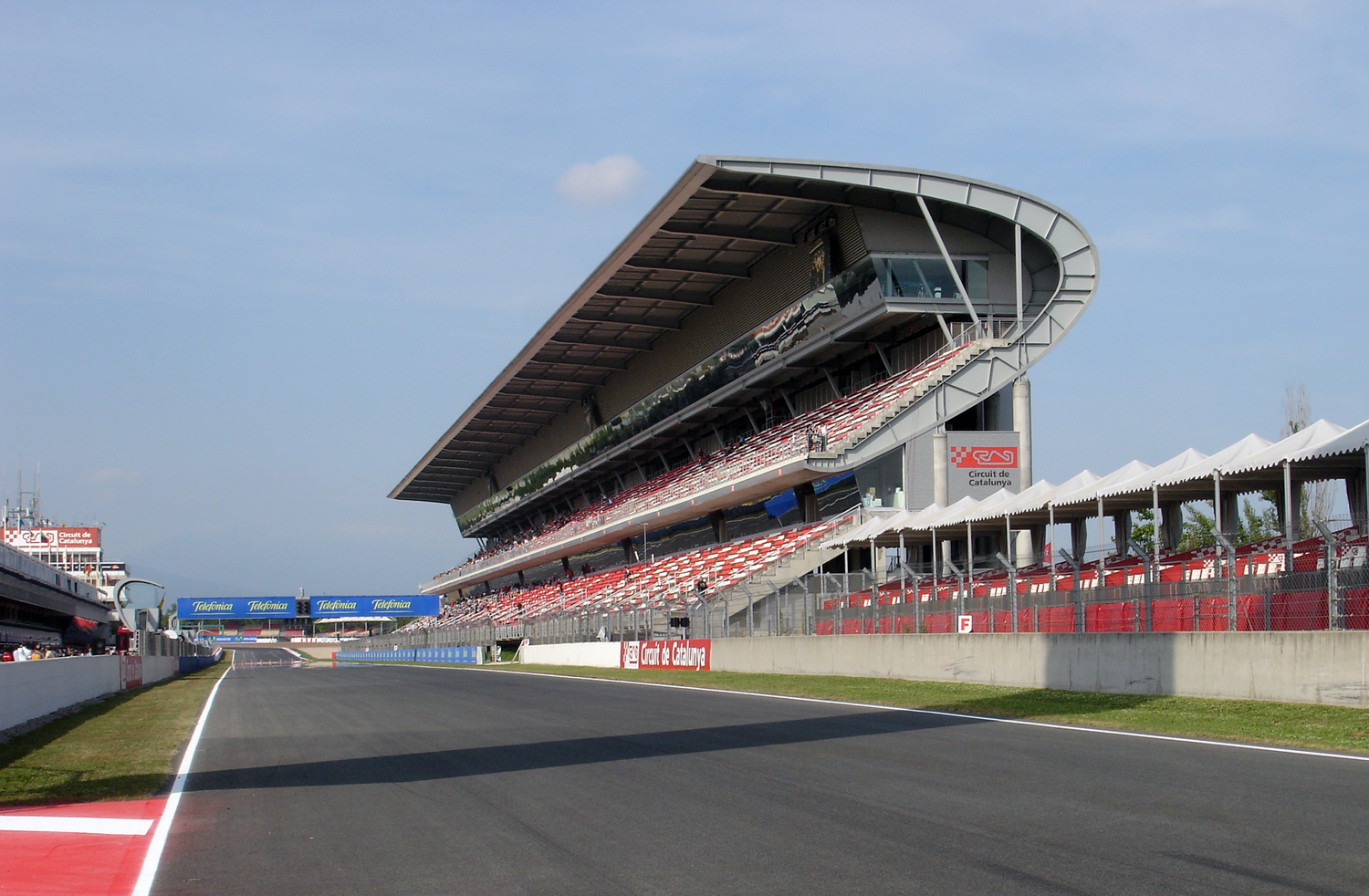
Стартова пряма і головна трибуна

Конфігурація траси 6 разів змінювалася, щоправда ці зміни були незначні. У 2007 році була додана нова шикана між поворотами Eurocar і New Holland (останній поворот після виходу на пряму старт / фініш).
Для мотоциклетних перегонів використовується первісна конфігурація траси, з незміненим останнім сектором. Для перегонівDTM використовується «національна» конфігурація траси — на старт-фінішній прямій після виїзду з піт-лейн зроблений розворот, що виводить до повороту 7.
| Версія | Довжина(м) | Гран-прі                           |
| ------ | ---------- | ---------------------------------- |
| 1991   | 4 747      | 1991, 1992, 1993                   |
| 1994   | 4 747      | 1994                               |
| 1995   | 4 727      | 1995, 1996                         |
| 1997   | 4 728      | 1997, 1998, 1999                   |
| 2000   | 4 730      | 2000, 2001, 2002, 2003             |
| 2004   | 4 627      | 2004, 2005, 2006                   |
| 2007   | 4 655      | 2007, 2008, 2009, 2010, 2011, 2012 |

### Назви поворотів
- 1. Elf
- 2. Renault
- 4. Repsol
- 5. Seat
- 7. Wurth
- 9. Campsa
- 10. La Caixa
- 12. Banco de Sabadell
- 13. Eurocar
- 16. New Holland

## Переможці Формули-1
За весь час проведення Гран-прі Іспанії Формули-1 на автодромі Каталунья, найвищий п'єдестал займали 13 різних пілотів. Майже половину всіх змагань «Великих призів» на цій трасі виграв найтитулованіший автогонщик «Королеви автоспорту» Міхаель Шумахер, котрий виступав тоді за команду Ferrari.
Другим у списку тріумфаторів на Каталуньї, йде знаменитий фінський пілот Формули-1 Міка Хаккінен, котрий зумів записати у свій актив три найвищі результати.

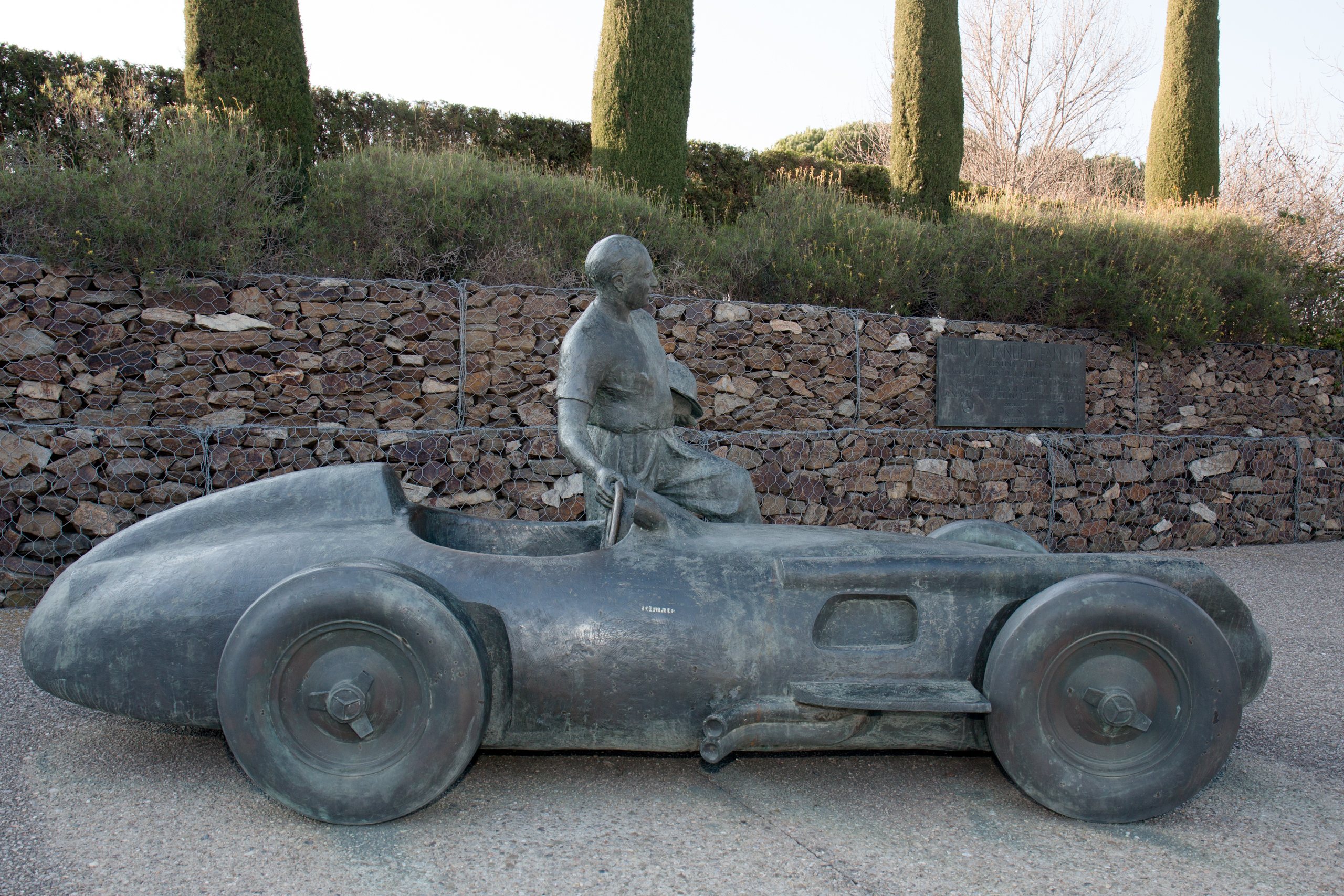
Монумент Фанхіо на автодромі

| Рік  | Пілот             | Конструктор      | Траса     | Звіт |
| ---- | ----------------- | ---------------- | --------- | ---- |
| 2012 | Пастор Мальдонадо | Williams-Renault | Каталунья | Звіт |
| 2011 | Себастьян Феттель | Red Bull-Renault | Каталунья | Звіт |
| 2010 | Марк Веббер       | Red Bull-Renault | Каталунья | Звіт |
| 2009 | Дженсон Баттон    | Brawn-Mercedes   | Каталунья | Звіт |
| 2008 | Кімі Ряйкконен    | Ferrari          | Каталунья | Звіт |
| 2007 | Феліпе Масса      | Ferrari          | Каталунья | Звіт |
| 2006 | Фернандо Алонсо   | Renault          | Каталунья | Звіт |
| 2005 | Кімі Ряйкконен    | McLaren-Mercedes | Каталунья | Звіт |
| 2004 | Міхаель Шумахер   | Ferrari          | Каталунья | Звіт |
| 2003 | Міхаель Шумахер   | Ferrari          | Каталунья | Звіт |
| 2002 | Міхаель Шумахер   | Ferrari          | Каталунья | Звіт |
| 2001 | Міхаель Шумахер   | Ferrari          | Каталунья | Звіт |
| 2000 | Міка Хаккінен     | McLaren-Mercedes | Каталунья | Звіт |
| 1999 | Міка Хаккінен     | McLaren-Mercedes | Каталунья | Звіт |
| 1998 | Міка Хаккінен     | McLaren-Mercedes | Каталунья | Звіт |
| 1997 | Жак Вільнев       | Williams-Renault | Каталунья | Звіт |
| 1996 | Міхаель Шумахер   | Ferrari          | Каталунья | Звіт |
| 1995 | Міхаель Шумахер   | Benetton-Renault | Каталунья | Звіт |
| 1994 | Деймон Гілл       | Williams-Renault | Каталунья | Звіт |
| 1993 | Ален Прост        | Williams-Renault | Каталунья | Звіт |
| 1992 | Найджел Менселл   | Williams-Renault | Каталунья | Звіт |
| 1991 | Найджел Менселл   | Williams-Renault | Каталунья | Звіт |